# Solução hipertônica
Solução hipertônica (português brasileiro) ou hipertónica (português europeu) é a solução em que a concentração de soluto "a" é maior que a concentração "b" de uma outra solução, separada da solução "a" por uma membrana semipermeável.